# Жухув (Великопольське воєводство)
Жухув (пол. Rzuchów) — село в Польщі, у гміні Домб'є Кольського повіту Великопольського воєводства.
Населення — 467 осіб (2011).
У 1975-1998 роках село належало до Конінського воєводства.

## Демографія
Демографічна структура станом на 31 березня 2011 року:
|          | Загалом | Допрацездатний вік | Працездатний вік | Постпрацездатний вік |
| -------- | ------- | ------------------ | ---------------- | -------------------- |
| Чоловіки | 241     | 50                 | 166              | 25                   |
| Жінки    | 226     | 45                 | 119              | 62                   |
| Разом    | 467     | 95                 | 285              | 87                   |